# Amaterasu-deeltje
Het Amaterasu-deeltje, dat is genoemd naar Ameterasu, de zonnegodin uit de Japanse mythologie, was een kosmisch stralingsdeeltje met ultrahoge energie. Het werd in 2021 gedetecteerd en later - in 2023 - geïdentificeerd met behulp van het observatorium Telescope Array Project in Utah, Verenigde Staten. Het had een energie van meer dan 240 exa - elektronvolt (EeV). Het bestaan van het deeltje volgde uit de signalen van twee dozijn deeltjes die bij gronddetectoren aankwamen. Het deeltje lijkt afkomstig te zijn voortgekomen uit de Local Void (superholte), een leeg gebied aan de rand van het Melkwegstelsel. Het deeltje had een energie die ongeveer gelijk is aan die van een baksteen die vanaf heuphoogte op de grond valt, of dat van een tennisbal met een snelheid van bijna 100 km/uur, samengebald in een minuscuul deeltje.
Volgens onderzoeksleider, universitair hoofddocent Toshihiro Fujii van de Osaka Metropolitan University, "is er geen veelbelovend astronomisch object geïdentificeerd dat overeenkomt met de richting waaruit dit kosmische stralingsdeeltje arriveerde."  Hij suggereert daarmee dat een onbekend astronomisch verschijnsel buiten het standaardmodel het deeltje geproduceerd heeft.
Eerdere waarnemingen van dit soort deeltjes met extreem hoge energie waren een deeltje van 320 EeV in 1991, dat het Oh-My-God-deeltje werd genoemd; een deeltje van 213 EeV in 1993 en een deeltje van 280 EeV in 2001. Dit maakt het Amaterasu-deeltje de derde krachtigste kosmische straal die ooit is gedetecteerd.